# Jales (tiểu vùng)
Jales là một tiểu vùng thuộc bang São Paulo, Brasil. Tiều vùng này có diện tích 3928 km², dân số năm 2007 là 146551 người.